# Lucius Varius Rufus
Lucius Varius Rufus (vers 74 av. J.-C. - 14 av. J.-C.) est un poète romain.

## Biographiede
Proche de l'empereur Auguste et ami de Virgile et d'Horace, il est regardé comme bon poète et homme de goût. Ayant survécu à Virgile, il revoit et corrige l'Énéide avec Tucca, mais sans y rien ajouter.
Il est, comme Virgile, accueilli dans une communauté épicurienne au sud de l'Italie, présidée par les philosophes grecs, Siron et Philodème.
Son œuvre poétique aurait passé par trois phases distinctes. L'un de ses poèmes, intitulé De Morte (ca. à 44-43 av. J.-C.) est d'inspiration épicurienne. Par la suite, Lucius Varius Rufus s'est concentré sur l'épopée, souvent martiale. Un détour au milieu des années 30 l'aurait finalement rapproché de la tragédie.
Son œuvre la plus fameuse est la tragédie de Thyeste, comparée par Quintilien aux chefs-d'œuvre des Grecs, mais il ne nous en reste qu'une quinzaine de vers (dans le recueil de Maittaire). Les didascalies de cette pièce nous sont néanmoins parvenues et nous apprennent que la pièce a été représentée lors des jeux de 29 av. J.-C. célébrant la victoire d'Octave à Actium, et que Varius aurait reçu à cette occasion un million de sesterces de la part de ce dernier.
Dans le Dialogue des orateurs de Tacite, Curiatius Maternus compare cette œuvre à la Médée d'Ovide. Quintilien la décrit comme comparable à n'importe quelle tragédie grecque, pendant que Philargyrius la qualifie de « la plus grande de toutes les tragédies » (omnibus tragicis praeferenda).
Il pourrait avoir écrit des mémoires de Virgile, après la mort de celui-ci.